# National Hockey League 1995-1996
La stagione 1995-1996 è stata la 79ª edizione della National Hockey League. La stagione regolare iniziò il 6 ottobre 1995 per poi concludersi il 14 aprile 1996, mentre i playoff della Stanley Cup terminarono il 1º giugno 1996. I Boston Bruins ospitarono l'NHL All-Star Game presso il FleetCenter il 20 gennaio 1996. La finale di Stanley Cup finì il 10 giugno con la vittoria dei Colorado Avalanche contro i Florida Panthers per 4-0. Per gli Avalanche, al primo anno di vita dopo il trasferimento da Québec, si trattò del primo successo nella Stanley Cup.
La NHL ritornò a Denver grazie agli Avalanche, noti fino alla stagione precedente come Quebec Nordiques, dopo che nel 1982 i Colorado Rockies si trasferirono nel New Jersey. Fu inoltre l'ultimo anno di vita dei Winnipeg Jets, i quali annunciarono al termine della stagione il trasferimento dal Manitoba all'Arizona per diventare i nuovi Phoenix Coyotes.
I Detroit Red Wings conclusero la stagione regolare con il secondo miglior punteggio nella storia della NHL (131 punti), ed il record assoluto di gare vinte con 62 successi su 82 incontri. Jaromír Jágr stabilì il nuovo primato di punti realizzati in una singola stagione da un'ala destra. Mario Lemieux fu l'ultimo giocatore a raggiungere quota 150 punti con 161 punti in 70 gare. Fino ad Aleksandr Ovečkin, nel 2008, nessun giocatore fu più in grado di segnare 60 reti in stagione regolare, traguardo raggiunto sia da Jágr che da Lemieux. I New Jersey Devils furono i primi dopo i Montreal Canadiens nella stagione 1969-70 a mancare l'accesso ai playoff dopo la conquista della Stanley Cup.

## Squadre partecipanti
- Boston Bruins
- Buffalo Sabres
- Calgary Flames
- Chicago Blackhawks
- Colorado Avalanche
- Dallas Stars
- Detroit Red Wings
- Edmonton Oilers
- Florida Panthers
- Hartford Whalers
- Los Angeles Kings
- Mighty Ducks Anaheim
- Montreal Canadiens

- New Jersey Devils
- New York Islanders
- New York Rangers
- Ottawa Senators
- Philadelphia Flyers
- Pittsburgh Penguins
- San Jose Sharks
- St. Louis Blues
- Tampa Bay Lightning
- Toronto Maple Leafs
- Vancouver Canucks
- Washington Capitals
- Winnipeg Jets

## Pre-season

### NHL Entry Draft
L'Entry Draft si tenne l'8 luglio 1995 presso l'Edmonton Coliseum di Edmonton, in Alberta. Gli Ottawa Senators nominarono come prima scelta assoluta il difensore statunitense Bryan Berard. Altri giocatori rilevanti selezionati per giocare in NHL furono Jarome Iginla, Miikka Kiprusoff, Shane Doan e Petr Sýkora.

## Stagione regolare

### Classifiche
= Qualificata per i playoff,       = Primo posto nella Conference,       = Vincitore del Presidents' Trophy, ( ) = Posizione nella Conference

#### Eastern Conference
Northeast Division
|    |                         | PG | V  | S  | N  | GF  | GS  | PT  |
| -- | ----------------------- | -- | -- | -- | -- | --- | --- | --- |
| 1. | Pittsburgh Penguins (2) | 82 | 49 | 29 | 4  | 362 | 284 | 102 |
| 2. | Boston Bruins (5)       | 82 | 40 | 31 | 11 | 282 | 269 | 91  |
| 3. | Montreal Canadiens (6)  | 82 | 40 | 42 | 10 | 265 | 248 | 90  |
| 4. | Hartford Whalers (10)   | 82 | 34 | 39 | 9  | 237 | 259 | 77  |
| 5. | Buffalo Sabres (11)     | 82 | 33 | 42 | 7  | 247 | 262 | 72  |
| 6. | Ottawa Senators (13)    | 82 | 18 | 59 | 5  | 191 | 291 | 41  |

Atlantic Division
|    |                         | PG | V  | S  | N  | GF  | GS  | PT  |
| -- | ----------------------- | -- | -- | -- | -- | --- | --- | --- |
| 1. | Philadelphia Flyers (1) | 82 | 45 | 24 | 13 | 282 | 208 | 103 |
| 2. | New York Rangers (3)    | 82 | 41 | 27 | 14 | 272 | 237 | 96  |
| 3. | Florida Panthers (4)    | 82 | 41 | 31 | 10 | 254 | 234 | 92  |
| 4. | Washington Capitals (7) | 82 | 39 | 32 | 11 | 234 | 204 | 89  |
| 5. | Tampa Bay Lightning (8) | 82 | 38 | 32 | 12 | 238 | 248 | 88  |
| 6. | New Jersey Devils (9)   | 82 | 37 | 33 | 12 | 215 | 202 | 86  |
| 7. | New York Islanders (12) | 82 | 22 | 50 | 10 | 229 | 315 | 54  |

#### Western Conference
Central Division
|    |                         | PG | V  | S  | N  | GF  | GS  | PT  |
| -- | ----------------------- | -- | -- | -- | -- | --- | --- | --- |
| 1. | Detroit Red Wings (1)   | 82 | 62 | 13 | 7  | 325 | 181 | 131 |
| 2. | Chicago Blackhawks (3)  | 82 | 40 | 28 | 14 | 273 | 220 | 94  |
| 3. | Toronto Maple Leafs (4) | 82 | 34 | 36 | 12 | 247 | 252 | 80  |
| 4. | St. Louis Blues (5)     | 82 | 32 | 34 | 16 | 219 | 248 | 80  |
| 5. | Winnipeg Jets (8)       | 82 | 36 | 40 | 6  | 275 | 291 | 78  |
| 6. | Dallas Stars (11)       | 82 | 26 | 42 | 14 | 227 | 280 | 66  |

Pacific Division
|    |                          | PG | V  | S  | N  | GF  | GS  | PT  |
| -- | ------------------------ | -- | -- | -- | -- | --- | --- | --- |
| 1. | Colorado Avalanche (2)   | 82 | 47 | 25 | 10 | 326 | 240 | 104 |
| 2. | Calgary Flames (6)       | 82 | 34 | 37 | 11 | 241 | 240 | 79  |
| 3. | Vancouver Canucks (7)    | 82 | 32 | 35 | 15 | 278 | 278 | 79  |
| 4. | Mighty Ducks Anaheim (9) | 82 | 35 | 39 | 8  | 234 | 247 | 78  |
| 5. | Edmonton Oilers (10)     | 82 | 30 | 44 | 8  | 240 | 304 | 68  |
| 6. | Los Angeles Kings (12)   | 82 | 24 | 40 | 18 | 256 | 302 | 66  |
| 7. | San Jose Sharks (13)     | 82 | 20 | 55 | 7  | 252 | 357 | 47  |

### Statistiche

#### Classifica marcatori
La seguente lista elenca i migliori marcatori al termine della stagione regolare.

| Giocatore           | Squadra              | PG | G  | A  | Pt  | +/- | MP  |
| ------------------- | -------------------- | -- | -- | -- | --- | --- | --- |
| Mario Lemieux       | Pittsburgh Penguins  | 70 | 69 | 92 | 161 | +10 | 54  |
| Jaromír Jágr        | Pittsburgh Penguins  | 82 | 62 | 87 | 149 | +31 | 96  |
| Joe Sakic           | Colorado Avalanche   | 82 | 51 | 69 | 120 | +14 | 44  |
| Ron Francis         | Pittsburgh Penguins  | 77 | 27 | 92 | 119 | +25 | 56  |
| Peter Forsberg      | Colorado Avalanche   | 82 | 30 | 86 | 116 | +26 | 47  |
| Eric Lindros        | Philadelphia Flyers  | 73 | 47 | 68 | 115 | +26 | 163 |
| Paul Kariya         | Mighty Ducks Anaheim | 82 | 50 | 58 | 108 | +9  | 20  |
| Teemu Selänne       | Mighty Ducks Anaheim | 79 | 40 | 68 | 108 | +5  | 22  |
| Sergej Fëdorov      | Detroit Red Wings    | 79 | 39 | 68 | 107 | +49 | 48  |
| Aleksandr Mogil'nyj | Vancouver Canucks    | 79 | 55 | 52 | 107 | +14 | 16  |

#### Classifica portieri
La seguente lista elenca i migliori portieri al termine della stagione regolare.

| Giocatore          | Squadra             | PG | Min     | V  | S  | P  | GS  | SO | Sv%  | MGS  |
| ------------------ | ------------------- | -- | ------- | -- | -- | -- | --- | -- | ---- | ---- |
| Ron Hextall        | Philadelphia Flyers | 53 | 3102:25 | 31 | 13 | 7  | 112 | 4  | .913 | 2.17 |
| Chris Osgood       | Detroit Red Wings   | 50 | 2932:59 | 39 | 6  | 5  | 106 | 5  | .911 | 2.17 |
| Jim Carey          | Washington Capitals | 71 | 4069:11 | 35 | 24 | 9  | 153 | 9  | .906 | 2.26 |
| Mike Vernon        | Detroit Red Wings   | 32 | 1854:43 | 21 | 7  | 2  | 70  | 3  | .903 | 2.26 |
| Martin Brodeur     | New Jersey Devils   | 77 | 4433:19 | 34 | 30 | 12 | 173 | 6  | .911 | 2.34 |
| Jeff Hackett       | Chicago Blackhawks  | 35 | 2000:27 | 18 | 11 | 4  | 80  | 4  | .916 | 2.40 |
| Daren Puppa        | Tampa Bay Lightning | 57 | 3189:27 | 29 | 16 | 9  | 131 | 5  | .918 | 2.46 |
| Mike Richter       | New York Rangers    | 41 | 2396:10 | 24 | 13 | 3  | 107 | 3  | .912 | 2.68 |
| John Vanbiesbrouck | Florida Panthers    | 56 | 3177:45 | 26 | 20 | 7  | 142 | 2  | .904 | 2.68 |
| Ed Belfour         | Chicago Blackhawks  | 50 | 2956:11 | 27 | 17 | 10 | 135 | 1  | .902 | 2.74 |

## Playoff

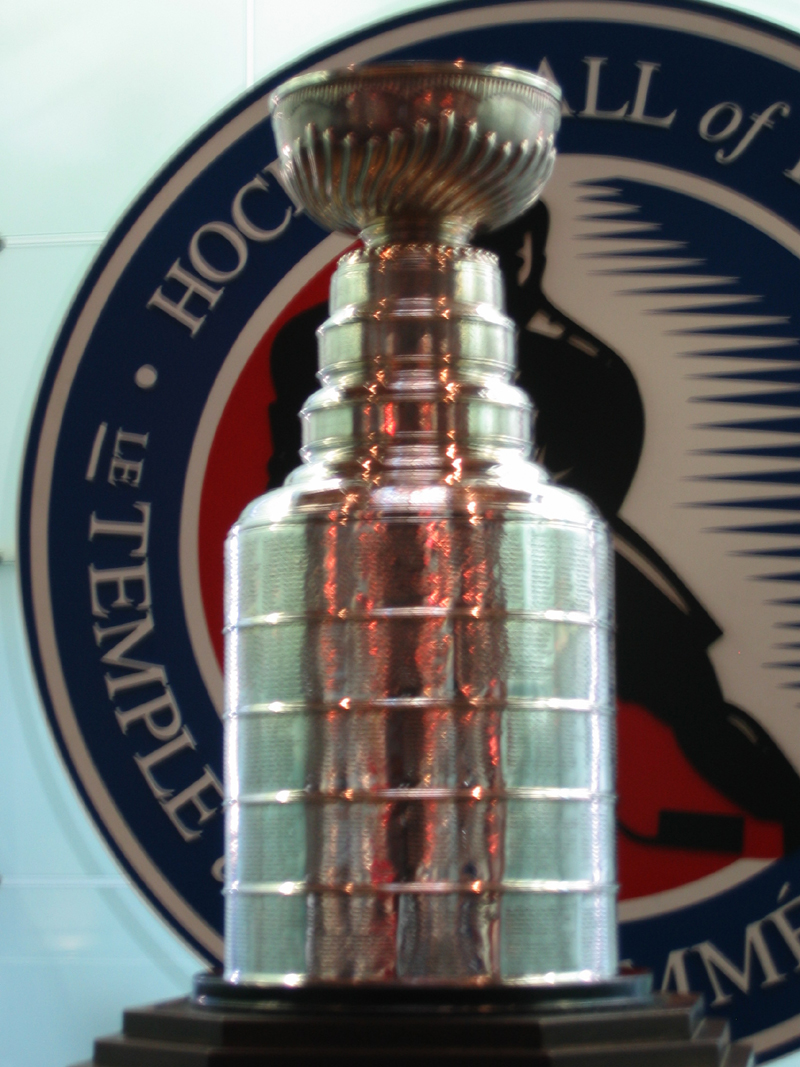
Il trofeo della Stanley Cup

Al termine della stagione regolare le migliori 16 squadre del campionato si sono qualificate per i playoff. I Detroit Red Wings si aggiudicarono il Presidents' Trophy avendo ottenuto il miglior record della lega con 131 punti. I campioni di ciascuna Division conservarono il proprio ranking per l'intera durata dei playoff, mentre le altre squadre furono ricollocate nella graduatoria dopo ciascun turno.

### Tabellone playoff
In ciascun turno la squadra con il ranking più alto si sfidò con quella dal posizionamento più basso, usufruendo anche del vantaggio del fattore campo. Nella finale di Stanley Cup il fattore campo fu determinato dai punti ottenuti in stagione regolare dalle due squadre. Ciascuna serie, al meglio delle sette gare, seguì il formato 2–2–1–1–1: la squadra migliore in stagione regolare avrebbe disputato in casa Gara-1 e 2, (se necessario anche Gara-5 e 7), mentre quella posizionata peggio avrebbe giocato nel proprio palazzetto Gara-3 e 4 (se necessario anche Gara-6).
|  | Quarti di finale Conference | Quarti di finale Conference                      | Quarti di finale Conference |   |                    | Semifinali Conference | Semifinali Conference | Semifinali Conference |                    |                    | Finali Conference  | Finali Conference  | Finali Conference  |  |  | Finale Stanley Cup | Finale Stanley Cup | Finale Stanley Cup |
|  |                             |                                                  |                             |   |                    |                       |                       |                       |                    |                    |                    |                    |                    |  |  |                    |                    |                    |
|  | 1                           | Philadelphia Flyers                              | 4                           |   |                    | 1                     | Philadelphia Flyers   | 2                     |                    |                    |                    |                    |                    |  |  |                    |                    |                    |
|  | 8                           | Tampa Bay Lightning                              | 2                           |   |                    | 4                     | Florida Panthers      | 4                     |                    |                    |                    |                    |                    |  |  |                    |                    |                    |
|  |                             |                                                  |                             |   |                    |                       |                       |                       |                    |                    |                    |                    |                    |  |  |                    |                    |                    |
|  | 2                           | Pittsburgh Penguins                              | 4                           |   |                    |                       |                       |                       | Eastern Conference | Eastern Conference | Eastern Conference | Eastern Conference | Eastern Conference |  |  |                    |                    |                    |
|  | 2                           | Pittsburgh Penguins                              | 4                           |   |                    |                       |                       |                       | Eastern Conference | Eastern Conference | Eastern Conference | Eastern Conference | Eastern Conference |  |  |                    |                    |                    |
|  | 7                           | Washington Capitals                              | 2                           |   |                    |                       |                       |                       |                    |                    |                    |                    |                    |  |  |                    |                    |                    |
|  | 7                           | Washington Capitals                              | 2                           |   |                    |                       |                       |                       |                    | 4                  | Florida Panthers   | 4                  |                    |  |  |                    |                    |                    |
|  |                             |                                                  |                             |   |                    |                       |                       |                       |                    | 4                  | Florida Panthers   | 4                  |                    |  |  |                    |                    |                    |
|  |                             | 2                                                | Pittsburgh Penguins         | 3 |                    |                       |                       |                       |                    |                    |                    |                    |                    |  |  |                    |                    |                    |
|  | 3                           | 2                                                | Pittsburgh Penguins         | 3 | New York Rangers   | 4                     |                       |                       |                    |                    |                    |                    |                    |  |  |                    |                    |                    |
|  | 3                           |                                                  |                             |   | New York Rangers   | 4                     |                       |                       |                    |                    |                    |                    |                    |  |  |                    |                    |                    |
|  | 6                           | Montreal Canadiens                               | 2                           |   |                    |                       |                       |                       |                    |                    |                    |                    |                    |  |  |                    |                    |                    |
|  | 6                           | Montreal Canadiens                               | 2                           |   |                    |                       |                       |                       |                    |                    |                    |                    |                    |  |  |                    |                    |                    |
|  |                             |                                                  |                             |   |                    |                       |                       |                       |                    |                    |                    |                    |                    |  |  |                    |                    |                    |
|  |                             |                                                  |                             |   |                    |                       |                       |                       |                    |                    |                    |                    |                    |  |  |                    |                    |                    |
|  | 4                           | Florida Panthers                                 | 4                           |   | 2                  | Pittsburgh Penguins   | 4                     |                       |                    |                    |                    |                    |                    |  |  |                    |                    |                    |
|  | 4                           | Florida Panthers                                 | 4                           |   | 2                  | Pittsburgh Penguins   | 4                     |                       |                    |                    |                    |                    |                    |  |  |                    |                    |                    |
|  | 5                           | Boston Bruins                                    | 1                           |   |                    | 3                     | New York Rangers      | 1                     |                    |                    |                    |                    |                    |  |  |                    |                    |                    |
|  | 5                           | Boston Bruins                                    | 1                           |   |                    |                       |                       |                       |                    | E4                 | Florida Panthers   | 0                  |                    |  |  |                    |                    |                    |
|  |                             | (Accoppiamenti ristabiliti dopo il primo turno.) |                             |   |                    |                       |                       |                       |                    | E4                 | Florida Panthers   | 0                  |                    |  |  |                    |                    |                    |
|  |                             | W2                                               | Colorado Avalanche          | 4 |                    |                       |                       |                       |                    |                    |                    |                    |                    |  |  |                    |                    |                    |
|  | 1                           | W2                                               | Colorado Avalanche          | 4 | Detroit Red Wings  | 4                     |                       |                       | 1                  | Detroit Red Wings  | 4                  |                    |                    |  |  |                    |                    |                    |
|  | 1                           |                                                  |                             |   | Detroit Red Wings  | 4                     |                       |                       | 1                  | Detroit Red Wings  | 4                  |                    |                    |  |  |                    |                    |                    |
|  | 8                           | Winnipeg Jets                                    | 2                           |   |                    | 5                     | St. Louis Blues       | 3                     |                    |                    |                    |                    |                    |  |  |                    |                    |                    |
|  | 8                           | Winnipeg Jets                                    | 2                           |   |                    | 5                     | St. Louis Blues       | 3                     |                    |                    |                    |                    |                    |  |  |                    |                    |                    |
|  |                             |                                                  |                             |   |                    |                       |                       |                       |                    |                    |                    |                    |                    |  |  |                    |                    |                    |
|  | 2                           | Colorado Avalanche                               | 4                           |   |                    |                       |                       |                       |                    |                    |                    |                    |                    |  |  |                    |                    |                    |
|  | 2                           | Colorado Avalanche                               | 4                           |   |                    |                       |                       |                       |                    |                    |                    |                    |                    |  |  |                    |                    |                    |
|  | 7                           | Vancouver Canucks                                | 2                           |   |                    |                       |                       |                       |                    |                    |                    |                    |                    |  |  |                    |                    |                    |
|  | 7                           | Vancouver Canucks                                | 2                           |   |                    |                       |                       |                       | 1                  | Detroit Red Wings  | 3                  |                    |                    |  |  |                    |                    |                    |
|  |                             |                                                  |                             |   |                    |                       |                       |                       | 1                  | Detroit Red Wings  | 3                  |                    |                    |  |  |                    |                    |                    |
|  |                             | 2                                                | Colorado Avalanche          | 4 |                    |                       |                       |                       |                    |                    |                    |                    |                    |  |  |                    |                    |                    |
|  | 3                           | 2                                                | Colorado Avalanche          | 4 | Chicago Blackhawks | 4                     |                       |                       |                    |                    |                    |                    |                    |  |  |                    |                    |                    |
|  | 3                           |                                                  |                             |   | Chicago Blackhawks | 4                     |                       |                       |                    |                    |                    |                    |                    |  |  |                    |                    |                    |
|  | 6                           | Calgary Flames                                   | 0                           |   |                    |                       |                       |                       |                    |                    | Western Conference | Western Conference | Western Conference |  |  |                    |                    |                    |
|  | 6                           | Calgary Flames                                   | 0                           |   |                    |                       |                       |                       |                    |                    | Western Conference | Western Conference | Western Conference |  |  |                    |                    |                    |
|  |                             |                                                  |                             |   |                    |                       |                       |                       |                    |                    |                    |                    |                    |  |  |                    |                    |                    |
|  | 4                           | Toronto Maple Leafs                              | 2                           |   | 2                  | Colorado Avalanche    | 4                     |                       |                    |                    |                    |                    |                    |  |  |                    |                    |                    |
|  | 4                           | Toronto Maple Leafs                              | 2                           |   | 2                  | Colorado Avalanche    | 4                     |                       |                    |                    |                    |                    |                    |  |  |                    |                    |                    |
|  | 5                           | St. Louis Blues                                  | 4                           |   |                    | 3                     | Chicago Blackhawks    | 2                     |                    |                    |                    |                    |                    |  |  |                    |                    |                    |

### Stanley Cup
La finale della Stanley Cup 1996 è stata una serie al meglio delle sette gare che ha determinato il campione della National Hockey League per la stagione 1995-1996. I Colorado Avalanche hanno sconfitto i Florida Panthers in quattro partite e si sono aggiudicati la Stanley Cup per la prima volta nella loro storia, inclusi gli anni trascorsi sotto il nome di Quebec Nordiques. Per entrambe le franchigie si trattò della prima finale di Stanley Cup disputata.

## Premi NHL

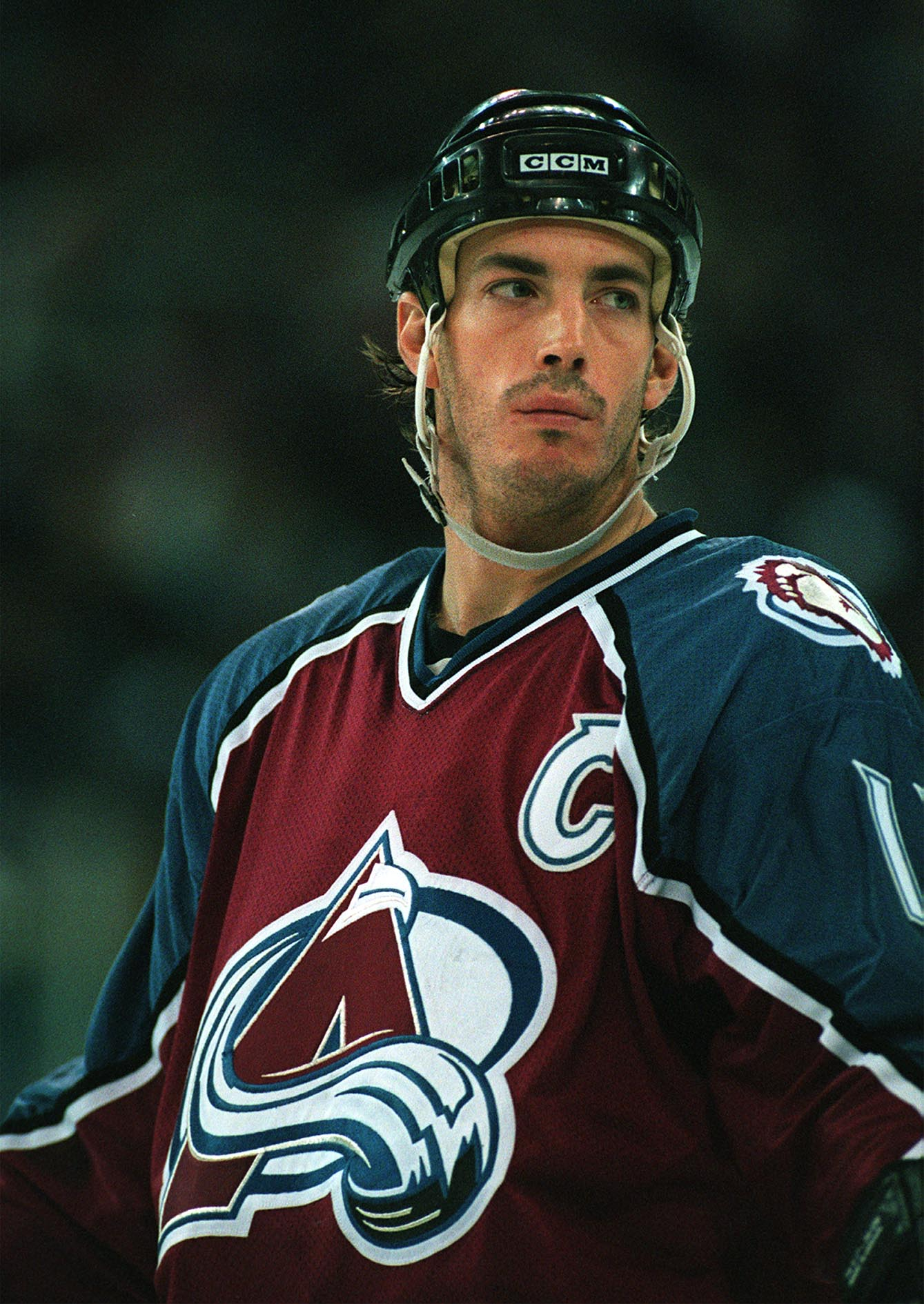
Joe Sakic, vincitore del Conn Smythe Trophy e primo capitano dei Colorado Avalanche, vincitori quell'anno della Stanley Cup.

### Riconoscimenti
- Stanley Cup: Colorado Avalanche
- Presidents' Trophy: Detroit Red Wings
- Prince of Wales Trophy: Florida Panthers
- Clarence S. Campbell Bowl: Colorado Avalanche
- Art Ross Trophy: Mario Lemieux (Pittsburgh Penguins)
- Bill Masterton Memorial Trophy: Gary Roberts (Calgary Flames)
- Calder Memorial Trophy: Daniel Alfredsson (Ottawa Senators)
- Conn Smythe Trophy: Joe Sakic (Colorado Avalanche)
- Frank J. Selke Trophy: Sergej Fëdorov (Detroit Red Wings)
- Hart Memorial Trophy: Mario Lemieux (Pittsburgh Penguins)
- Jack Adams Award: Scotty Bowman (Detroit Red Wings)
- James Norris Memorial Trophy: Chris Chelios (Chicago Blackhawks)
- King Clancy Memorial Trophy: Kris King (Winnipeg Jets)
- Lady Byng Memorial Trophy: Paul Kariya (Mighty Ducks of Anaheim)
- Lester B. Pearson Award: Mario Lemieux (Pittsburgh Penguins)
- Lester Patrick Trophy: George Gund III, Ken Morrow, Milt Schmidt
- NHL Plus/Minus Award: Vladimir Konstantinov (Detroit Red Wings)
- Vezina Trophy: Jim Carey (Washington Capitals)
- William M. Jennings Trophy: Chris Osgood e Mike Vernon (Detroit Red Wings)

### NHL All-Star Team
First All-Star Team
- Attaccanti: Paul Kariya • Mario Lemieux • Jaromír Jágr
- Difensori: Chris Chelios • Ray Bourque
- Portiere: Jim Carey

Second All-Star Team
- Attaccanti: John LeClair • Eric Lindros • Aleksandr Mogil'nyj
- Difensori: Vladimir Konstantinov • Brian Leetch
- Portiere: Chris Osgood

NHL All-Rookie Team
- Attaccanti: Daniel Alfredsson • Eric Daze • Petr Sýkora
- Difensori: Ed Jovanovski • Kyle McLaren
- Portiere: Corey Hirsch